# Výrobní partie (textil)
Výrobní partie (angl.: batch, lot, charge) je označení pro určité omezené množství materiálu, které splňuje zejména následující podmínky:
- Zpracování v jednom stupni nebo v určité části běžného výrobního procesu
- Použití stejného výchozího materiálu (suroviny) a výroba pod stejnými technologickými podmínkami
- Výroba s cílem dosažení homogenních vlastností a jakosti výrobku v předem určeném rámci [1]

Výroba v partiích je vždy spojena s přerušováním kontinuálního procesu a zvýšením výrobních nákladů.
Textilie se vyrábějí, resp. zpracovávají ve formě partií jen pro zvláštní účely. Známé jsou zejména přádní partie a barvicí partie .

## Příklady partií v textilní výrobě
- Balíky surové bavlny se podle jakostních ukazatelů a podle požadavků kupujícího sestavují do partií (lotů). [3]

Při spřádání tvoří bavlna z několika lotů směs, která se zpravidla napojuje (avšak ne jako partie) na kontinuální proces výroby příze.
- Přádní partie, které se odděleně zpracovávají od mísírny suroviny až po konečný výrobek se tvoří při výrobě vlněné [4], vigoňové [5], speciální bavlněné (např. na výrobu sametů) a směsové příze (melanže).

Vlastnosti partie jsou unikátní, např. barevný odstín se nedá se zárukou přesně opakovat u následující partie. Maximální velikost partie je zpravidla závislá na kapacitě mísicího zařízení.
- Barvicí partie je u choulostivých produktů (samety, ručně pletací příze) vymezena vedle objemu barvicí lázně velikostí přádní partie. [6]